# Burlesque (película de 1980)
Burlesque es una película mexicana de 1980 producida  y escrita por René Cardona Jr., dirigida por René Cardona y protagonizada por Alma Muriel, Lucy Gallardo, Angélica Chaín, Lyn May y Fanny Kaufman «Vitola».

## Argumento
En una de sus noches de espectáculo, en el cabaret Burlesque (famoso precisamente por sus shows de burlesque y estriptis), ocurren una serie de peculiares historias. Dos vedettes, Mink (Lyn May) y Gina (Angélica Chaín), compiten para conseguir los favores de un productor cinematográfico, mientras que otra llamada Christian (Alma Muriel) intenta huir del acoso de unos proxenetas. También se cuentan las historias de La Sexy Loca (Fanny Kaufman «Vitola») y una simpática fichera obesa (Susana Cabrera), que luchan por competir con las jóvenes entre los clientes, aunque sus mejores tiempos ya pasaron.

## Reparto
- Alma Muriel ... Christian
- Lucy Gallardo ... Madame
- Lyn May ... Mink
- Angélica Chaín ... Gina
- Leopoldo «Polo» Ortín ... Polo
- Fanny Kaufman «Vitola» ... La Sexy Loca
- Susana Cabrera ... Fichera obesa
- Princesa Lea ... Vedette
- Jeanette Mass ... Vedette
- Gloriella ... Vedette
- Norma Lee ... Vedette
- Paco Francisco ... Bailarín
- Alberto Rojas «El Caballo» ... Caballo
- Raúl «Chato» Padilla ... Cliente
- Joaquín García «Borolas» ... Cliente
- Tito Junco ... Proxeneta
- Pompín Iglesias ... Cliente
- Alfonso Iturralde ... Mesero
- Silvestre Méndez ... Músico

## Comentarios
La cinta es en realidad una revista musical con una trama mínima filmada principalmente para retratar el mundo de las vedettes y la vida nocturna imperante en la Ciudad de México de la época.